# 시쿼야
시쿼야(ᏍᏏᏉᏯ, Sequoyah) 또는 조지 게스(영어: George Guess)는 18~19세기에 살았던 체로키인이다.

## 업적
체로키 문자를 창시하여 그 때까지 문자가 없었던 체로키어를 체로키 문자로 표기하여 1825년에 체로키의 공식적인 글말로 자리잡혔다. 이는 알파벳의 영향을 받은 것이다. 현재 세쿼이아 나무의 이름이 시쿼야에게서 붙여졌다고 한다.

## 가족

### 배우자
- 샐리 워터스

### 자녀
- (4명의 자녀를 두었다.)

첫째 부인에서 4명을, 두번째 부인에서 3명의 자녀를 두었다.

## 같이 보기
- 체로키어
- 체로키족
- 세쿼이아 - 측백나무과의 나무. 시쿼야를 따서 명명되었다.
- 교육의 역사